# Karol Wojtyła (kapitány)
Karol Wojtyła (Lipnik, 1879. július 18. – Krakkó, 1941. február 18.) tiszthelyettes a Császári és Királyi Hadseregben, majd kapitány a függetlenné vált Lengyelország hadseregében. Karol Józef Wojtyła, a későbbi Szent II. János Pál pápa édesapja volt.

## Élete

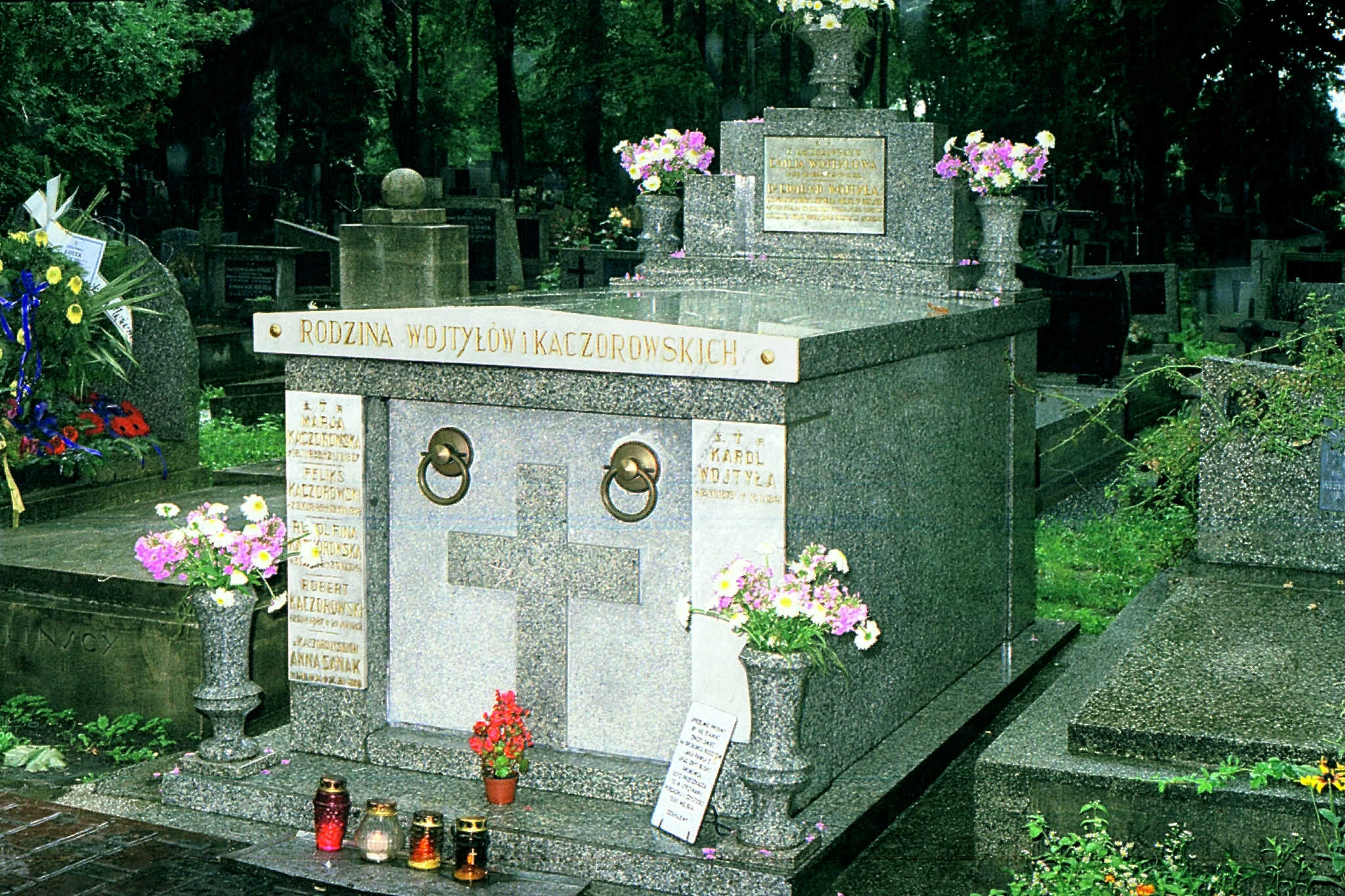
A Wojtyła család síremléke Krakkóban, a Rakowicki temető katonai részében

Édesapja Maciej Wojtyła  (1852-1923), édesanyja Anna Marianna Przeczek (1853-1881) volt. Egykori szülőfaluja ma Bielsko-Biała része.
1906. február 10-én feleségül vette Emilia Kaczorowskát. Az esküvőt Krakkóban a Szent Péter és Szent Pál apostolok templomban kötötték, ami akkoriban helyőrségi templom volt. Három gyermekük született: Edmund (1906-1932), Olga Maria (1916. július 7.) és Karol Józef (1920-2005).
Szabónak tanult, majd 1900-ban bevonult, megkezdve 27 éves katonai pályafutását. Kezdetben mint tiszthelyettes szolgált az osztrák hadseregben. Az első világháború idején Morvaországba, Hranicéba vezényelték. Miután Lengyelország visszanyerte függetlenségét, a Wadowicéban állomásozó lengyel 12. gyaloghadtest tisztje lett. 1924-től adminisztratív beosztásokban szolgált, végül 1927-ben kapitányi rangban vonult nyugállományba.
Felesége és nagyobbik fia, Edmund halála után, 1938-ban Wadowicéből Krakkóba költözött a még serdülőkorban lévő Karollal. Három évvel később elhunyt, a Rakowicki temetőben, a katonai parcellában helyezték örök nyugalomra.

## Fordítás
- Ez a szócikk részben vagy egészben a  Karol Wojtyła (senior) című lengyel Wikipédia-szócikk ezen változatának fordításán alapul.  Az eredeti cikk szerkesztőit annak laptörténete sorolja fel. Ez a jelzés csupán a megfogalmazás eredetét és a szerzői jogokat jelzi, nem szolgál a cikkben szereplő információk forrásmegjelöléseként.